# Norsk Radio Relæ Liga
Die Norsk Radio Relæ Liga (kurz: NRRL, deutsch wörtlich: „Norwegische Funk-Relais-Kette“) ist die nationale Vereinigung der Funkamateure in Norwegen.
Ihr Sitz ist weit im Osten der norwegischen Hauptstadt in der Straße Nedre Rommen 5. Die Hauszeitschrift der NRRL heißt Amatørradio (deutsch Amateurfunk) und widmet sich den diversen Mitgliederaktivitäten, wie Amateurfunkwettbewerben, Aktionen wie SOTA und „DXpeditionen“, sowie den typischen Themen des Amateurfunks, wie Sende- und Empfangstechnik, Testberichte und Bauanleitungen zu Antennen und so weiter.
Die NRRL ist Mitglied in der International Amateur Radio Union (IARU Region 1), der internationalen Vereinigung von Amateurfunkverbänden, und vertritt dort die Interessen der norwegischen Funkamateure.
Ferner ist sie Mitglied der Nordic Radio Amateur Union (NRAU), dem Dachverband der Amateurfunkverbände der nordischen Länder.